# トルコバレーボール連盟
トルコバレーボール連盟（トルコ語表記: Türkiye Voleybol Federasyonu、英称: Turkish Volleyball Federation）は、トルコでのバレーボールに関する活動を統括する団体。略称は、TVF。所在地はアンカラ。

## 沿革
- 1958年 - トルコバレーボール連盟が設立。

## 主催する大会
- トルコカップ（男女両方）

男子
- 1A Men's Volleyball League (10チーム)
- 1B Men's Volleyball League (10チーム)
- 2A Men's Volleyball League (12チーム)
- 2B Men's Volleyball League (12チーム)
- 3 Men's Volleyball League (38県から55チーム)

女子
- 1A Women's Volleyball League (10チーム)
- 1B Women's Volleyball League (10チーム)
- 2A Women's Volleyball League (12チーム)
- 2B Women's Volleyball League (12チーム)
- 3 Women's Volleyball League (25県から38チーム)

## 代表チーム
- バレーボールトルコ男子代表
- バレーボールトルコ女子代表
- トルコ女子バレーボールリーグ